# Gouds plateel

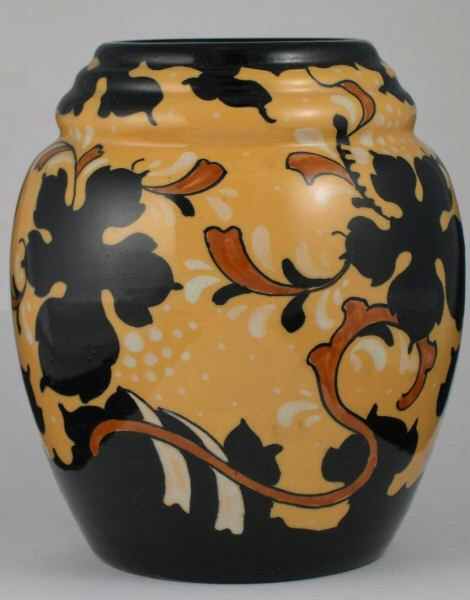
Gouds plateel van Regina met Robur motief

Gouds plateel is een verzamelnaam voor zowel glanzend als mat geglazuurd aardewerk, zoals dat door verschillende plateelfabrieken in Gouda werd geproduceerd.
Het Gouds plateel vindt zijn oorsprong in de jugendstil- en art-nouveaukeramiek van rond 1900, dat vervaardigd werd door onder andere Plateelbakkerij Rozenburg in Den Haag. In de jaren twintig en dertig van de 20e eeuw was de plateelindustrie in Gouda een van de belangrijkste bedrijfstakken met veel werkgelegenheid.

## Kenmerken van Gouds plateel
De decoratie van Gouds plateel is afhankelijk van de oorsprong en verandert door de jaren heen. Toch is er een aantal specifieke en onderscheidende kenmerken te benoemen:
1. Florale afbeeldingen tot abstracte op florale onderwerpen gebaseerde vormen
2. Expressief kleurgebruik op basis van intense kleuren en kleurcontrasten
3. In vergelijking met andere Jugendstil relatief stevige lijnvoering

Bij het Gouds plateel zijn twee soorten plateel te onderscheiden:
- glanzend plateel - geschilderd in doorgaans donkere kleuren en afgewerkt met loodglazuur - werd aanvankelijk geproduceerd door Plateelbakkerij Zuid-Holland;
- mat plateel - daarna de belangrijkste vorm van Gouds plateel - werd ontwikkeld door Plateelbakkerij Zuid-Holland alsook door Plateelfabriek De Distel in Amsterdam welke in 1922 werd overgenomen door Goedewaagen.

## Techniek
De voor Gouds plateel gebruikte techniek is die van faience. Hierbij wordt het aardewerk eerst gebakken in de oven. Dit tussenresultaat heet biscuit. Het aardewerk wordt vervolgens gedecoreerd met een "onderglazuurverf". Daarna wordt het aardewerk voor een tweede keer gebakken en ontstaat het eindresultaat. De schildering versmelt tijdens de tweede keer bakken met de glazuurlaag en wordt er zo ingebrand.

## Plateelbakkerijen
Naast eerder genoemde bedrijven zijn er nog diverse andere aardewerkfabrieken in Gouda geweest, die ook deze vormen van Gouds plateel op de markt hebben gebracht, onder andere de 'familiebedrijven' van het pijpmakersgeslacht Van der Want:
- van der Want en Barras (Hollandia en Regina);
- P. van der Want (Ivora);
- P.J. van der Want (Zenith).